# Gustav Weil
Pour les articles homonymes, voir Weil.
Gustav Weil (25 avril 1808 - 29 août 1889) était un orientaliste allemand fut l'un des premiers spécialistes universitaires des études coraniques.

## Biographie
Weil naquit à Sulzburg, alors partie du grand-duché de Bade.

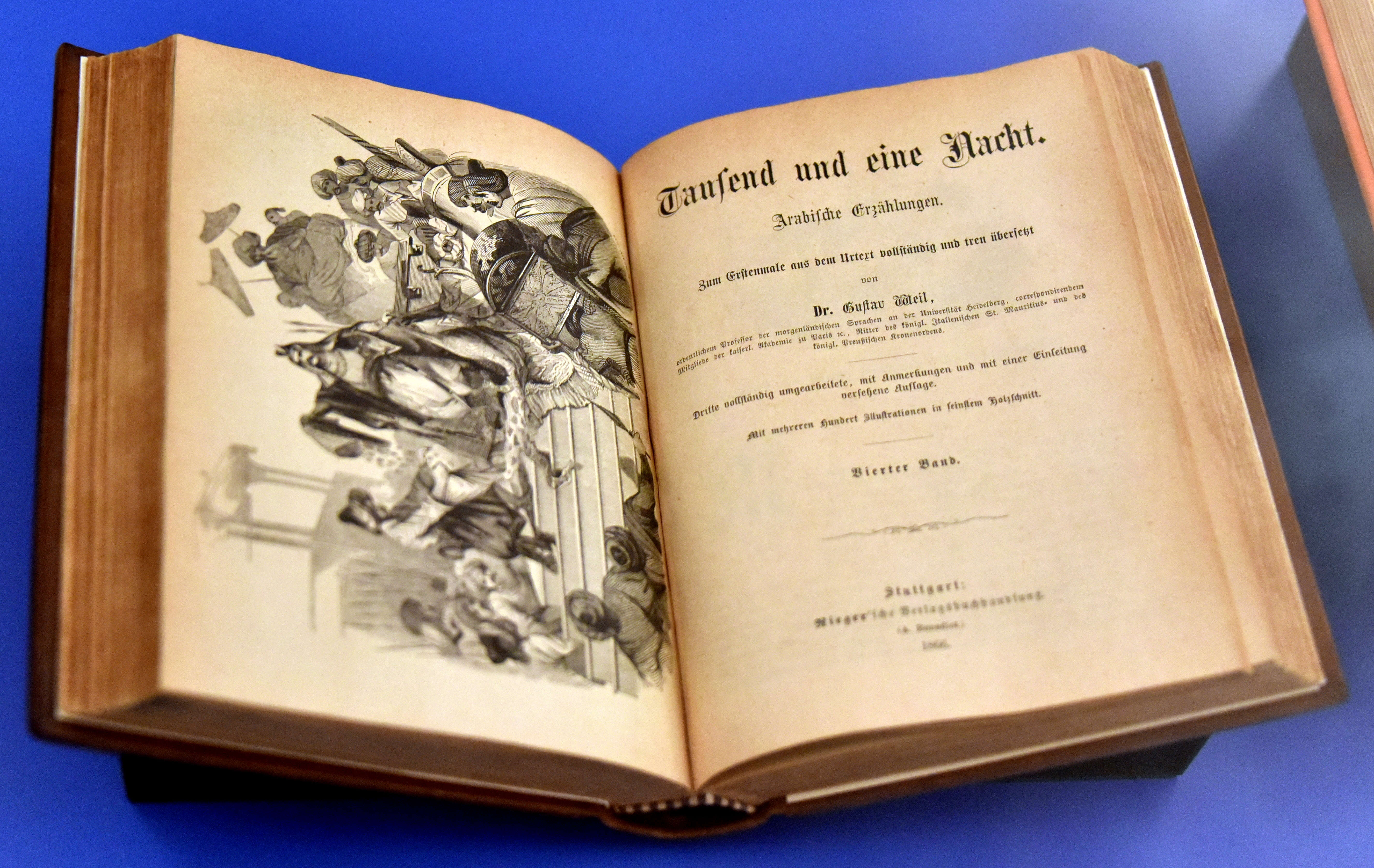
Mille et une nuits, "Tousend und Eine Nacht, Arabische Erzahlungen", traduit en allemand par Gustav Weil, Vol.4, 1866 CE

Destiné au rabbinat, il apprit l'hébreu, l'allemand et le français, et apprit également le latin dans sa ville natale. À l'âge de douze ans, il se rendit à Metz, où son grand-père était rabbin, pour étudier le Talmud. Cependant, il développa peu de goût pour les études rabbiniques et abandonna son intention première de se lancer dans une carrière théologique.
En 1828, il entre à l'Université de Heidelberg, se consacrant à l'étude de la philologie et de l'histoire ; en même temps, il étudie l'arabe auprès d' Umbreit . Bien que sans ressources, il étudia sous la direction de De Sacy à Paris en 1830, puis suivit l'expédition militaire française à Alger, agissant comme correspondant à Alger pour l'Augsburger Allgemeine Zeitung.
Il démissionna de ce poste en janvier 1831 et se rendit au Caire, où il fut nommé professeur de français à l'école de médecine égyptienne d'Abou-Zabel. Il profita de l'occasion pour étudier avec les philologues arabes Mohammed Ayyad al-Tantawi et Aḥmad al-Tunsi. Il y acquit le néo-persan et le turc. A l'exception d'une courte interruption occasionnée par une visite en Europe, il resta en Égypte jusqu'en mars 1835.
Weil revint en Europe via Constantinople, où il poursuivit quelque temps des études de langue turque. En Allemagne, il demanda l'autorisation de s'établir comme privat-docent à l'Université de Heidelberg, mais il ne l'obtint qu'avec de grandes difficultés.
Weil avait attaqué Joseph von Hammer-Purgstall lors d'une traduction des Colliers d'or de Zamakhshari ( Stuttgart, 1836), et la faculté de Heidelberg, étant se sentant incapable de juger l'affaire, hésita à le nommer professeur en raison de la réputation de Hammer-Purgstall.
La recommandation de De Sacy lui ouvrit cependant la voie, qui resta cependant rude. Il gagna sa vie comme bibliothécaire adjoint et fut nommé bibliothécaire en 1838, poste qu'il conserva jusqu'en 1861 ; Et devint professeur cette année-là.
En 1837, Weil publia à Stuttgart Die Poetische Literatur der Araber, ainsi qu'une traduction des Mille et une Nuits, première traduction complète du texte original en allemand (4 vol., 1837-1841 ; 2e éd. 1866 ; 4e éd. 1871-1872), qui fut cependant endommagée au cours de la publication.
Weil avait l'intention de donner une version philologiquement exacte, ce qui aurait été souhaitable à bien des égards ; mais l'éditeur de Stuttgart autorisa August Lewald à modifier de nombreux passages répréhensibles, ce qui en fit un ouvrage populaire et vendable.
Cette perversion causa beaucoup d’irritation à Weil. La deuxième grande œuvre de Weil fut Mohammed, der Prophet (Stuttgart, 1843), une vie de Mahomet dans la compilation de laquelle il fut le premier à revenir aux plus anciennes sources accessibles en Europe. Il n'était cependant pas dans sa nature de tenter une reconstruction psychologique du caractère du prophète, comme le firent plus tard Aloys Sprenger et Muir. Dans sa Vie de Mahomet, Washington Irving utilisa l'œuvre de Weil comme source d'information, et reconnut sa dette envers cet auteur.
Tout en poursuivant les études ci-dessus, Weil publia son Historisch-Kritische Einleitung in den Koran ( Bielefeld et Leipzig, 1844 et 1878), qui compléte la traduction du Coran par Ullman et la traduction de l'une des sources originales de la biographie de Mohammed, l'ouvrage de Leben Mohammed, d'apres Muhammed ibn Isḥaḳ, Bearbeitet von Abd el-Malik ibn Hischâm (Stuttgart, 2 vol., 1864). Trois autres essais restent à mentionner : l'un sur l'épilepsie de Mahomet ( Journal Asiatique, juillet 1842) ; le deuxième une enquête sur un mensonge supposé de Mahomet (ib. mai 1849) ; et le troisième une discussion sur la question de savoir si Mahomet pouvait lire et écrire ( Actes du Congrès des Orientalistes à Florence, i. 357). Il faut y ajouter Biblische Legenden der Mohammedaner ( Francfort, 1845), dans lequel Weil démontre l'influence des légendes rabbiniques sur la religion de l'Islam.
L'ouvrage le plus complet de Weil est son Geschichte der Chalifen (5 vol., Heidelberg et Stuttgart, 1846-1851), qui est en fait une compilation des œuvres originales des historiens musulmans, qu'il a en grande partie étudiées à partir de manuscrits ; il y traite également des califats égyptien et espagnol.
Cela a été suivi par le Geschichte der Islamischen Völker von Mohammed bis zur Zeit des Sultans Selim . (Stuttgart, 1866), une introduction à l'histoire médiévale de l'Orient. Après 1866, Weil limita son activité littéraire à la publication de critiques dans le Heidelberger Jahrbücher et dans la Jenaische Litteratur-Zeitung.
Au cours de ses dernières années, il reçut des distinctions honorifiques de divers États, dont Bade Bade et la Prusse. En raison de maladies persistantes, il fut mis à la retraite en 1888. Il a été élu membre de l'American Philosophical Society en 1886.
Weil mourut à Fribourg -en-Breisgau en 1889. Sa collection exceptionnelle de manuscrits arabes fut offerte à l'Université de Heidelberg par ses enfants.

## Travaux

### Anglais
- L'histoire d'Ali Baba et des quarante voleurs : un extrait de la traduction allemande des Mille et Une Nuits du Dr Weil (1889)

### Allemand
- Die poetische Literatur der Araber vor und unmittelbar nach Mahommed (1837)
- Biblische Legenden der Muselmänner. Aus arabischen Quellen zusammengetragen und mit jüdischen Sagen verglichen (Frankfurt am Main: Rütten, 1845)
- The Bible, the Koran, and the Talmud: or, Biblical Legends of the Mussulmans, Compiled from Arabic Sources, and Compared with Jewish Traditions (London: Longman, Brown, Green, and Longmans, 1846) (English translation)
- Mohammedanernes Bibelske Legender, hendtede fra arabiske Kilder og sammenlignede med jødiske Sagn (1855) (Danish translation)
- Geschichte der islamitischen Völker von Mohammed bis zur Zeit des Sultan Selim (1866)